# Exalloniscus beroni
Exalloniscus beroni är en kräftdjursart som beskrevs av Stefano Taiti och Franco Ferrara 1988. Exalloniscus beroni ingår i släktet Exalloniscus och familjen Oniscidae. Inga underarter finns listade i Catalogue of Life.